# Timšor
Timshor (rus. Тимшор) — rijeka u Permskom kraju u Rusiji, pritoka Južne Keljtme. Među turistima i lokalnim povjesničarima vrlo je česta vokalizacija naziva Timšer. Nastaje na sjevero‑zapadu regije, u Gajnskom rajonu Komi‑Permjačkog okruga, na istočnoj padini sjevernog Urala. Ulijeva se u Južnu Keljtmu 15 km od ušća. Duljina — 235 km, površina porječja — 2650 km². Na rijeci je malo naselja.
Toponimi: osnovu naziva rijeke pokušavaju objasniti od glagola tymny (тымны) – "ograditi" i šor (шор) u komi jeziku znači "potok", tj. "Rijeka s ogradom".
Karakteristike porječja: reljef porječja je blago brežuljkast, uglavnom ravan. Hidrografija: Rijeka ima 196 pritoka duljine manje od 10 km. Na području porječja nalazi se 13 jezera ukupne vodene površine 2,36 km². Rasprostranjena su vlažna područja i močvare.
Vodni režim: Vrhunac poplava događa se krajem svibnja. Recesija poplava poremećena je kišnim poplavama i završava u drugoj polovici lipnja. Najniže razine promatrane su u kasno ljeto i zimom – prije proljetnih poplava.
Glavne pritoke:
- lijeve: Okos, Čepec, Černovka, Jug, Aljim, Orlovka
- desne: Myj, Bortom, Sotčemjelj, Afanasevka

Obale Timšora pokrivene su smrekovom tajgom. Često se susreću naselja dabrova.